# Louis Dardenne
Louis Dardenne (Verviers, 29 november 1811 – Leipzig, 18 januari 1889) was een Belgisch edelman.

## Levensloop
Dardenne was een zoon van Pierre Dardenne en Marie-Josèphe Gihet. Hij werd Belgisch consul-generaal in Saksen.
In 1836 trouwde hij in Stuttgart met Wilhelmine Broeckhaus (1817-1897). Ze kregen twee zoons en twee dochters.
in 1857 werd hij verheven in de Belgische adel met de titel baron, overdraagbaar bij eerstgeboorte. In 1871 werd de titel uitgebreid tot alle afstammelingen. 

## Nakomelingen

### Armand Von Ardenne
Armand-Léon von Ardenne (Leipzig, 1848 - Berlijn, 1919), zoon van de voorafgaande, werd majoor in de cavalerie, directeur op het ministerie van Oorlog en adjunct van de minister. Hij nam de Duitse nationaliteit aan en in 1873 kreeg hij van de Duitse overheid vergunning om zijn adellijke titel verder te dragen onder de naam von Ardenne.
Hij trouwde in Zerben in 1873 (echtscheiding 1887), met barones Elisabeth von Plotho (1853-1952) en hertrouwde in Leipzig in 1888 met Julia Peeters (1860-1930). Er sproot een zoon en een dochter uit het eerste en een dochter uit het tweede huwelijk.

### Egmont von Ardenne
Egmont-Armand von Ardenne (1877-1947), zoon van Armand-Léon, trouwde in Hamburg in 1905 (echtscheiding in 1943) met Adela Mutzenbecher (°1885) en in 1944 met Anna Hilgendorff (†1955). Uit het eerste huwelijk sproten drie zoons en twee dochters.

### Manfred von Ardenne
Manfred von Ardenne (Hamburg, 20 januari 1907 - Dresden, 1997) was ingenieur, kernfysicus, doctor in de geneeskunde, uitvinder en hoogleraar aan de universiteit van Dresden, zoon van Egmont.
Hij trouwde in Berlijn in 1930 (echtscheiding in 1938) met Dorothea Jahn (°1905) en opnieuw in Berlijn in 1938 met Bettina Bergengruen (°1916). Uit het tweede huwelijk kreeg hij een dochter en drie zoons. Met afstammelingen tot heden.
Hij doorliep een drukke loopbaan in de Weimarrepubliek, nationaalsocialistisch Duitsland, de Sovjet-Unie, de Duitse Democratische Republiek en het eengemaakte Duitsland, tijdens dewelke hij meer dan 600 uitvinderspatenten op zijn naam deed inschrijven.
Zijn broer Gothilo von Ardenne (1917-1939) sneuvelde als luitenant voor Warschau op 21 september 1939. Zijn broer Ekkehard von Ardenne (1914-1940) sneuvelde als kapitein bij Rethel op 19 mei 1940.